# 신도역
신도역(Sindo station, 新都驛)은 충청남도 계룡시 엄사면 엄사리에 위치했던 호남선의 철도역이다. 도로 교통이 발달해 계룡역으로 여객 수요가 이동하면서 폐역되었으며 지금은 시설사무소 및 통신실 건물만 남아있다.

## 역사
- 1966년 8월 1일 : 임시승강장으로 영업 개시[1]
- 1969년 6월 12일 : 배치간이역으로 승격[2]
- 1972년 7월 20일 : 무배치간이역으로 격하[3]
- 1977년 5월 16일 : 수소화물 취급 중지[4]
- 2004년 7월 16일 : 여객 취급 중지[5]
- 2006년 6월 23일 : 폐역[6]